# Amcinonid
Amcinonid ist ein Arzneistoff der Gruppe der Kortikosteroide mit antiinflammatorischen und antiallergisch wirkenden Eigenschaften.

## Anwendung
Der Wirkstoff Amcinonid lässt sich bei Hauterkrankungen, die auf Behandlungen mit stark wirksamen Kortikoiden ansprechen, z. B. toxische Ekzeme, allergische Kontaktekzeme, seborrhoische Ekzeme, atopische Ekzeme (Neurodermitis) anwenden. In Form einer Creme eignet sich der Wirkstoff v. a. bei akuten, nässenden Dermatosen, bei Patienten mit sehr fettender oder fettempfindlicher Haut sowie bei Anwendung im behaarten Bereich.

### Vergleich mit Halcinonid
In einer Studie wurden 33 Patienten mit akuter oder subakuter ekzematöser Dermatitis zwei Wochen lang in einer Parallelgruppen-Doppelblindstudie behandelt, um die Wirksamkeit von 0,1 % Amcinonid-Creme und 0,1 % Halcinonid-Creme zu vergleichen. Die Patienten in beiden Behandlungsgruppen zeigten bei den meisten Symptomen zu den drei Bewertungszeitpunkten (Tag 3, 7 und 14) eine signifikante Verbesserung gegenüber dem Ausgangswert. Vergleiche zwischen den Gruppen zeigten keine signifikanten Unterschiede, außer an Tag 14, als die mit Amcinonid behandelten Patienten signifikant weniger Ödeme aufwiesen. Die Bewertungen der Ärzte unterschieden sich nicht signifikant, außer an Tag 7, an dem die Halcinonid-Patienten eine signifikant stärkere Gesamtverbesserung aufwiesen. Die Gesamtbewertungen der Patienten waren zu keinem Zeitpunkt signifikant unterschiedlich. Im Allgemeinen waren beide Cremes kosmetisch akzeptabel. Am Tag 3 stellten sieben Amcinonid-Patienten im Vergleich zu einem Halcinonid-Patienten eine Hautstraffung fest. Die Halcinonid-Patienten berichteten häufiger von einem brennenden Gefühl. Als zusätzliche Nebenwirkung trat bei einem mit Halcinonid behandelten Patienten ein metallischer Geschmack im Mund auf.

## Synthese
Die mehrstufige Synthese von Amcinonid ist in der folgenden Reaktionssequenz beschrieben:
Triamcinolon wird mit Cyclopentanon und Perchlorsäure unter Wasserabspaltung zu Triamcinoloncyclopentanonid umgesetzt. Letzteres wird mit Essigsäureanhydrid unter Abspaltung von Essigsäure zum Produkt Amcinonid umgesetzt.

## Handelsnamen
Amciderm (D), Amcinil (I), Visderm (J), Cyclocort (USA)